# Clark Haggans
Clark Cromwell Haggans (Torrance, 10 gennaio 1977 – 20 giugno 2023) è stato un giocatore di football americano statunitense che ha militato nel ruolo di outside linebacker nella National Football League (NFL). Fu scelto nel corso del quinto giro (137º assoluto) del Draft NFL 2000 dai Pittsburgh Steelers. Al college ha giocato a football all’Università statale del Colorado.

## Carriera

### Pittsburgh Steelers
Gli Steelers scelsero Haggans nel quinto giro del Draft NFL 2000. Divenne titolare nel ruolo di outside linebacker nel 2004 dopo la squadra svincolò Jason Gilson. Quell'anno Haggans mise a segno 6 sack mentre in quello successivo salì a quota nove. Nel 2005 Haggans disputò il Super Bowl XL contribuendo con un sack alla vittoria degli Steelers sui Seattle Seahawks. Nel 2008 divenne un unrestricted free agent.

### Arizona Cardinals
Il 26 marzo 2008 Haggans firmò un contratto annuale con gli Arizona Cardinals. A causa di un infortunio al piede il 19 dicembre fu inserito in lista infortunati, terminando in anticipo la sua stagione.
Il 17 marzo 2009 firmò un nuovo contratto triennale coi Cardinals, concludendo la stagione successiva con 74 tackle, 5 sack e 2 fumble forzati, disputando tutte le 16 gare stagionali. Rimase in Arizona per altre due stagioni fino al 2011.

### San Francisco 49ers
Il 2 settembre 2012 Haggans firmò un contratto annuale con i San Francisco 49ers. Quell'anno disputò solo 9 partite con 2 tackle e mai come titolare mentre i Niners arrivarono a disputare il Super Bowl XLVII, perso contro i Baltimore Ravens. A fine stagione si ritirò.

## Palmarès
- Super Bowl : 1

Pittsburgh Steelers: XL
- American Football Conference Championship: 1

Pittsburgh Steelers: 2005
- National Football Conference Championship: 1

San Francisco 49ers: 2012